# David Platt (pastor)
David Platt es un pastor estadounidense, es actualmente el pastor principal (pastor-maestro) en "McLean Bible Church", Washington D. C., desde septiembre de 2017. Anteriormente, pastoreaba en "The Church at Brook Hills" en Birmingham, Alabama, y también es autor del best seller del New York Times Radical: Volvamos A las Raíces de la Fe, posteriormente Platt publicó una secuela, Radical Together: Unleashing the People of God for the Purpose of God en abril de 2011.

## Biográfica
Platt estudió periodismo en la Universidad de Georgia y obtuvo una B.A.. También obtuvo un M.Div, Th.M y PhD del Seminario Teológico Bautista de Nueva Orleans.

## Ministerio
Inició su carrera docente en el Seminario Teológico Bautista de Nueva Orleans. También sirvió en la iglesia bautista de Edgewater en Nueva Orleans mientras vivía en una casa parroquial cuando fue devastada por el huracán Katrina que inundó la casa parroquial.
A los 28 años David Platt fue contratado para dirigir la congregación de The Church at Brook Hills, y debido a eso fue conocido como el pastor más joven de una Mega Iglesia en Estados Unidos. Él dijo, "Creo que Dios ha creado de forma única a cada una de Sus personas para que impacten el mundo. Algunos pueden pensar que es poco realista, pero creo que es profundamente bíblico, basado en Salmos 67:1-2, sin olvidar que está incluido en las Escrituras de principio a fin. A Dios le interesa bendecir a Su gente para que Sus caminos y Su salvación sean conocidos por todas las personas."
Actualmente es el Pastor-Maestro de McLean Bible Church.

## La Iglesia Secreta
La Iglesia Secreta es un estudio bíblico intenso de 6 horas seguidas impartido en The Church at Brook Hills en Birmingham, Alabama. El propósito de La Iglesia Secreta es enseñar a aquellos que desean profundamente conocer a Dios por medio de Su palabra para que estén mejor equipados para enseñar la palabra de Dios y hacer discípulos en todas las naciones, y para comprender mejor el propósito de la Iglesia en el mundo. Algunos de los temas tocados en La Iglesia Secreta son: Como estudiar la Biblia, ¿Quién es Dios?, La cruz de Cristo, Conociendo al Espíritu Santo, Estudio del Nuevo Testamento, Estudio del Antiguo Testamento, El Evangelio, posesiones y prosperidad, Ángeles, Demonios y Guerra Espiritual, y El cuerpo de Cristo.
En los últimos años se ha dedicado a llevar su concepto de Iglesia secreta a diversos países del mundo en situaciones difíciles con el propósito de llevar la palabra de Dios a personas en dificultades.